# 바빌로니아 천문학
바빌로니아 천문학은 메소포타미아 초기 역사 동안 천체를 연구하고 기록하는 학문이었다. 사용된 숫자 체계인 육십진법은 현대 십진법의 10과 달리 60을 기준으로 했다. 이 시스템은 비정상적으로 크거나 작은 수의 계산과 기록을 단순화한다.
기원전 8세기와 7세기 동안, 바빌로니아 천문학자들은 천문학에 관한 새로운 경험적 접근법을 개발했다. 그들은 우주의 이상적인 본질을 다루는 자신의 신념 체계와 철학을 연구하고 기록하기 시작했으며 예측 가능한 행성 체계 내에 내부 논리를 적용하기 시작했다. 이것은 천문학과 과학철학에 중요한 공헌이었으며 일부 현대 학자들은 이러한 접근 방식을 과학 혁명이라고 불렀다.  천문학에 대한 이런 접근 방식은 그리스와 헬레니즘 점성술에서 채택되어 더욱 발전되었다. 고대 그리스와 라틴어 문헌에서는 철학자들을 가리킬 때 종종 칼데아 용어를 사용하는데, 이들은 천문학과 다른 형태의 점을 전문으로 하는 사제 필경사로 여겨졌다. 바빌로니아 천문학은 현대 점성술의 길을 열었고, 2세기 헬레니즘 시대에 그리스-로마 제국 전역으로 점성술이 퍼지는 데 기여했다. 바빌로니아인들은 60진법을 사용하여 행성의 이동을 추적했다. 360도 하늘을 30도로 나누고 황도대를 따라 별에 12개의 황도대 별자리를 할당했다.
바빌로니아 천문학의 단편만이 남아 있으며, 이는 주로 천문 일기, 천체력 및 절차 텍스트가 포함된 동시대의 점토판으로 구성되어 있으므로 바빌로니아 행성 이론에 대한 현재 지식은 단편적인 상태이다. 그럼에도 불구하고 남아 있는 단편들은 바빌로니아 천문학이 "천문 현상에 대한 정교한 수학적 설명을 제공하는 최초의 성공적인 시도"였으며 " 헬레니즘 세계, 인도, 이슬람, 서양의 모든 후속 과학 천문학은 결정적이고 근본적인 방식으로 바빌로니아 천문학에 의존한다"는 것을 보여준다. 

## 고바빌로니아 천문학
니네베의 폐허에서 상아 프리즘이 발견되었다. 처음에는 게임 규칙을 설명하는 것으로 추정되었지만 나중에 천체와 별자리의 움직임을 계산하기 위한 단위 변환기로 해독되었다. 
바빌로니아의 천문학자들은 황도대 별자리를 개발했다. 이들은 하늘을 30도씩 3개로 나누고 각 구역에 있는 별자리로 구성된다. 
물.아핀에는 별과 별자리 목록은 물론, 행성과 태양의 상승과 하강을 예측하는 방법, 물시계, 해시계, 그림자, 윤달로 측정한 일광 시간 등이 포함되어 있다.
바빌로니아인들은 행성의 기능적 이론을 소유한 것으로 알려진 최초의 문명이었다.  현존하는 가장 오래된 행성 천문학 텍스트는 암미사두카의 바빌로니아 금성판으로, 기원전 7세기에 금성의 운동에 대한 관측 목록을 담은 사본으로, 아마도 기원전 2천년기에 작성된 것으로 추정된다. 바빌로니아 점성가들은 또한 결국 서양 점성술의 기초를 마련했다.  기원전 7세기 신아시리아 시대에 쓰여진 에누마 아누 엔릴에는 징조 목록과 행성의 운동을 포함한 다양한 천체 현상과의 관계가 포함되어 있다. 
메소포타미아와 아시리아-바빌로니아 문학, 특히 메소포타미아와 바빌로니아 신화에 나타난 세계관과 대조적으로 고대 바빌로니아 점성가와 천문학자의 우주론과 세계관에 대해서는 알려진 바가 거의 없다.  이는 주로 바빌로니아 행성 이론의 현재 단편적인 상태  에 기인하며 또한 바빌로니아 천문학과 우주론이 대체로 별개의 노력이었기 때문이기도 하다. 그럼에도 불구하고, 우주론의 흔적은 바빌로니아 문학과 신화에서 발견될 수 있다. 
신이 징조를 통해 인류에게 미래의 사건을 알려줄 수 있다는 것은 메소포타미아인의 공통적인 믿음이었다. 때로는 동물의 내장을 통해서 알려주기도 했지만, 대부분은 천문학과 점성술을 통해 징조를 읽을 수 있다고 믿었다. 행성을 통한 징조는 인간의 행위 없이 이루어졌기 때문에 더욱 강력하다고 여겨졌다. 하지만 그들은 이러한 징조가 예언한 사건은 피할 수 있다고 믿었다. 메소포타미아인과 징조의 관계는 2천년기 초부터 편찬된 바빌로니아 텍스트인 징조 전집에서 확인할 수 있다.  고대 메소포타미아인들이 징조를 예방할 수 있는 것으로 여겼다는 것을 알려주는 주요 출처 문헌이다. 이 텍스트에는 악을 막기 위한 수메르 의식, 즉 "남부르비"에 대한 정보도 포함되어 있는데, 이 용어는 나중에 아카드인들이 "남부르부"로 채택했는데, 대략 "[악을] 풀어주는 것"을 의미한다. 사람들은 신 에아가 징조를 보낸다고 믿었다. 징조의 심각성과 관련하여 일식은 가장 위험한 것으로 여겨졌다. 
에누마 아누 엔릴은 바빌로니아 천문학자들이 관찰한 다양한 하늘 징조에 대한 통찰력을 제공하는 일련의 설형 문자판이다.  태양이나 달과 같은 천체는 징조로서 상당한 힘을 부여받았다. 기원전 2500~670년경 니네베와 바빌론에서 발견된 기록에는 메소포타미아인들이 달의 징조를 관찰했다는 내용이 나와 있다. "달이 사라지면 땅에 재앙이 닥칠 것이요, 달이 그 계산에서 사라지면 월식이 일어날 것이다."
아스트롤라베는 천문학을 논하는 가장 오래된 문서화된 쐐기 문자 판 중 하나로, 고대 바빌로니아 왕국 시대로 거슬러 올라간다. 그것은 1년의 달과 연결된 36개의 별 목록이다.  일반적으로 기원전 1800년에서 1100년 사이에 쓰여진 것으로 간주된다. 완전한 텍스트는 발견되지 않았지만 영국 박물관에 소장된 텍스트에서 편집된 현대 선본이 있다.
아스트롤라베를 구성하는 36개의 별은 메소포타미아의 3개 도시 국가인 엘람, 아카드, 아무루의 천문학적 전통에서 유래한 것으로 여겨진다. 이 도시 국가들이 추적하고 기록한 별은 아스트롤라베에 있는 별과 동일하다. 각 지역에는 그것을 따르는 12개의 별이 있었는데, 이를 합치면 아스트롤라베의 36개 별과 같았다. 각 지역을 나타내는 12개의 별은 또한 일년의 달에 대응한다. 이 주장에 대한 정보를 제공하는 두 개의 설형 문자 텍스트는 큰 별 목록인 "K 250"과 "K 8067"이다. 이 두 개의 석판은 모두 바이드너에 의해 번역되고 필사되었다. 함무라비의 통치 기간 동안 이 세 가지 별도의 전통이 결합되었다. 이러한 결합으로 원래 세 가지 전통 간의 연결이 약해지면서 천문학에 대한 보다 과학적인 접근 방식이 시작되었다. 천문학에서 과학이 점점 더 많이 활용되고 있다는 것은 이 세 지역의 전통이 에아, 아누, 엔릴의 별의 경로에 따라 정리되어 있다는 사실에서 알 수 있다.

## 신바빌로니아 천문학
신바빌로니아 천문학은 메소포타미아 역사의 신바빌로니아, 아케메네스, 셀레우코스, 파르티아 시대에 칼데아 천문학자들이 발전시킨 천문학을 말한다. 바빌로니아 천문 일기의 체계적인 기록은 18년 주기의 사로스 월식의 반복적인 관찰을 가능하게 했다. 
바빌로니아 행성 이론에 대한 남아 있는 자료는 부족하지만  대부분의 칼데아 천문학자들은 이론이 아닌 천체력에 주로 관심을 가졌던 것으로 보인다. 지금까지 남아 있는 대부분의 예측 바빌로니아 행성 모델은 일반적으로 엄격하게 경험적이고 산술적 이었으며 후기 헬레니즘 모델 과 같이 기하학, 우주론 또는 추측 철학을 포함하지 않았다고 생각되어 왔다.  하지만 바빌로니아 천문학자들은 초기 우주의 이상적 본질을 다루는 철학에 관심을 가졌다.  바빌로니아 절차 텍스트는 중요한 천문 현상의 시간과 장소를 계산하기 위한 산술 절차를 설명하고 천문력에서는 이를 사용한다.  기원전 350년에서 50년 사이로 추정되는 대영 박물관의 이전에 공개되지 않은 설형 문자판에 대한 최근 분석은 바빌로니아 천문학자들이 때때로 기하학적 방법을 사용하여 추상적인 수학 공간에서 시간에 따른 목성의 움직임을 설명했으며 이는 옥스포드 계산기의 방법을 예시한 것이라는 점을 보여준다. 
두 분야 간의 가끔씩의 상호작용을 제외하면 바빌로니아 천문학은 바빌로니아 우주론과 크게 독립적이었다.  그리스 천문학자들은 "균일한 운동으로 회전하는 원이나 구를 선호하는 편견"을 표현했지만 바빌로니아 천문학자들에게는 그러한 선호도가 존재하지 않았다. 
이 기간 동안 칼데아 천문학자들이 이룬 업적으로는 일식 주기와 사로스 주기를 발견한 것, 그리고 정확한 천문 관측이 있다. 예를 들어, 그들은 황도를 따라 태양이 움직이는 것이 균일하지 않다는 것을 관찰했지만 그 이유를 알지 못했다. 오늘날 이는 지구가 태양 주위를 타원 궤도로 움직이기 때문이라는 것이 알려져 있으며, 근일점에서 태양에 가까울수록 지구는 더 빨리 움직이고 원일점에서 태양에 멀어질수록 지구는 더 느리게 움직인다. 
칼데아 천문학자들 중에서 유일하게 살아남은 행성 모형은 아리스타르코스의 태양 중심 모형을 지지했던 셀레우코스(기원전 190년생)의 모형이다.  셀레우코스는 플루타르코스, 스트라본 및 무함마드 이븐 자카리야 알라지의 저술에서 알려져 있다. 그리스의 지리학자 스트라보는 셀레우코스를 티그리스 강변의 헬레니즘 셀레우케이아 출신의 가장 영향력 있는 천문학자 4인 중 한 명으로 꼽았다. 그들의 작품은 원래 아카드어로 쓰여졌고 나중에 그리스어로 번역되었다.  그러나 셀레우코스는 아리스타르코스가 제안한 행성 운동의 태양 중심설을 지지한 유일한 사람이라는 점에서 그들 중 독특했다. 이 이론에 따르면 지구는 자체 축을 중심으로 회전하고 그 축은 다시 태양 주위를 공전한다. 플루타르코스에 따르면 셀레우코스는 추론을 통해 태양 중심설을 증명했지만 그가 어떤 주장을 사용했는지는 알려져 있지 않다. 

## 참고 문헌
- Aaboe, Asger (1958). “On Babylonian Planetary Theories”. 《Centaurus》 5 (3–4): 209–277. doi:10.1111/j.1600-0498.1958.tb00499.x.
- Aaboe, Asger (1974). “Scientific Astronomy in Antiquity”. 《Philosophical Transactions of the Royal Society of London. Series A, Mathematical and Physical Sciences》 276 (1257): 21–42. Bibcode:1974RSPTA.276...21A. doi:10.1098/rsta.1974.0007. JSTOR 74272.
- Aaboe, Asger (2001). 《Episodes From the Early History of Astronomy》. Springer. doi:10.1007/978-1-4613-0109-7. ISBN 978-0-387-95136-2.
- Aaboe, A.; Britton, J.P.; Henderson, J.A.; Neugebauer, O.; Sachs, A.J. (1991). “Saros Cycle Dates and Related Babylonian Astronomical Texts”. 《Transactions of the American Philosophical Society》 81 (6): 1–75. doi:10.2307/1006543. JSTOR 1006543.
- Brown, David (2000). 《Mesopotamian Planetary Astronomy-Astrology》. Brill. ISBN 978-90-04-45332-6.
- Evans, James (1998). 《The History and Practice of Ancient Astronomy》. Oxford University Press.
- Friberg, Jöran (2019). “Three thousand years of sexagesimal numbers in Mesopotamian mathematical texts”. 《Archive for History of Exact Sciences》 73 (2): 183–216. doi:10.1007/s00407-019-00221-3.
- Hayakawa, Hisashi; Mitsuma, Yasuyuki; Ebihara, Yusuke; Miyake, Fusa (2019). “The Earliest Candidates of Auroral Observations in Assyrian Astrological Reports: Insights on Solar Activity around 660 BCE”. 《The Astrophysical Journal Letters》 884 (1): L18. arXiv:1909.05498. Bibcode:2019ApJ...884L..18H. doi:10.3847/2041-8213/ab42e4.
- Hetherington, Norris S. (1993). 《Cosmology : historical, literary, philosophical, religious, and scientific perspectives》. CRC Press.
- Holden, James H. (2006). 《A History of Horoscopic Astrology》. American Federation of Astr.
- Hunger, Hermann; Pingree, David (1999). 《Astral Sciences in Mesopotamia》. Brill. ISBN 978-90-04-29413-4.
- Koch, Ulla Susanne (1995). 《Mesopotamian Astrology: An Introduction to Babylonian and Assyrian Celestial Divination》. Museum Tusculanum Press.
- Lambert, W.G. (1987). “Review: Babylonian Astrological Omens and Their Stars”. 《Journal of the American Oriental Society》 107 (1): 93–96. doi:10.2307/602955. JSTOR 602955.
- Leverington, David (2003). 《Babylon to Voyager and Beyond: A History of Planetary Astronomy》. Cambridge University Press.
- Neugebauer, O. (1948). “The History of Ancient Astronomy Problems and Methods”. 《Journal of Near Eastern Studies》 4 (1): 1–38. doi:10.1086/370729.
- Olmstead, A.T. (1938). “Babylonian Astronomy: Historical Sketch”. 《The American Journal of Semitic Languages and Literatures》 55 (2): 113–129. doi:10.1086/amerjsemilanglit.55.2.3088090.
- Ossendrijver, Mathieu (2016). “Ancient Babylonian astronomers calculated Jupiter's position from the area under a time-velocity graph”. 《Science》 351 (6272): 482–484. Bibcode:2016Sci...351..482O. doi:10.1126/science.aad8085. PMID 26823423.
- Pingree, David (1992). “Hellenophilia versus the History of Science”. 《Isis》 83 (4): 554–563. Bibcode:1992Isis...83..554P. doi:10.1086/356288.
- Pingree, David (1998). 〈Legacies In Astronomy And Celestial Omens〉.   Dalley, Stephanie. 《The Legacy of Mesopotamia》. Oxford University Press. 125–137쪽.
- Rochberg, Francesca (2002). “A consideration of Babylonian astronomy within the historiography of science”. 《Studies in History and Philosophy of Science Part A》 33 (4): 661–684. Bibcode:2002SHPSA..33..661R. doi:10.1016/S0039-3681(02)00022-5.
- Rochberg, Francesca (2004). 《The Heavenly Writing: Divination, Horoscopy, and Astronomy in Mesopotamian Culture》. Cambridge University Press. doi:10.1017/CBO9780511617409. ISBN 978-0-521-83010-2.
- Rochberg-Halton, F. (1983). “Stellar Distances in Early Babylonian Astronomy: A New Perspective on the Hilprecht Text (HS 229)”. 《Journal of Near Eastern Studies》 43 (3): 209–217. doi:10.1086/373020. JSTOR 545074.
- Sarton, George (1955). “Chaldaean Astronomy of the Last Three Centuries B. C.”. 《Journal of the American Oriental Society》 55 (3): 166–173. doi:10.2307/595168. JSTOR 595168.
- Steele, John (2019). “Explaining Babylonian Astronomy”. 《Isis》 110 (2): 292–295. doi:10.1086/703532.
- Van der Waerden, B.L. (1949). “Babylonian Astronomy. II. The Thirty-Six Stars”. 《Journal of Near Eastern Studies》 8 (1): 6–26. doi:10.1086/370901.
- Van der Waerden, B.L. (1951). “Babylonian Astronomy. III. The Earliest Astronomical Computations”. 《Journal of Near Eastern Studies》 10 (1): 20–34. doi:10.1086/371009.
- Van der Waerden, B.L. (1987). “Babylonian Astronomy. III. The Earliest Astronomical Computations”. 《Annals of the New York Academy of Sciences》 500 (1): 525–545. doi:10.1111/j.1749-6632.1987.tb37224.x.
- Watson, Rita; Horowitz, Wayne (2011). 《Writing Science Before the Greeks: A Naturalistic Analysis of the Babylonian Astronomical Treatise MUL.APIN》. Leiden: Brill Academic Pub. ISBN 978-90-04-20230-6.